# سفارة الجزائر في المملكة المتحدة
سفارة الجزائر في المملكة المتحدة هي أرفع تمثيل دبلوماسي لدولة الجزائر لدى المملكة المتحدة. تقع السفارة في لندن وهي تهدف لتعزيز المصالح الجزائرية في المملكة المتحدة.

## سفراء
- عمار بن جامع، منذ عام 1994 وحتى عام 1996.

## وصلات خارجية
- قائمة سفارات الجزائر
- قائمة السفارات في المملكة المتحدة